# Katedra Podwyższenia Krzyża Świętego w Sisaku
Katedra Podwyższenia Krzyża Świętego w Sisaku (chor. Katedrala Uzvišenja Svetog Križa u Sisku) – główna świątynia rzymskokatolickiej
diecezji Sisak w Chorwacji, utworzonej w 2009, dawniej kościół parafialny. Mieści się w samym centrum Sisaka przy Trgu Bana Josipa Jelačicia, niedaleko parku archeologicznego „Siscia in situ”.
Katedra Podwyższenia Świętego Krzyża w Sisaku istniała tak długo, jak parafia, „od niepamiętnych czasów”. W liście archidiakona Jana znajdujemy zapis Ecclesia Sanctae Crucis – stąd wiadomo, że patronem kościoła był Święty Krzyż. Obecny kościół został zbudowany w pierwszej połowie XVIII wieku. Odnotowano to w wizytacjach kanonicznych z lat 1702–1760, kiedy wybudowano dzwonnicę. Poświęcenie kościoła miało miejsce w 1765 roku.
Została wybudowana w XVIII wieku w stylu barokowym. Po trzęsieniu ziemi w 1909 stara barokowa fasada została zastąpiona nową, wykonaną w stylu klasycystycznym z detalami secesyjnymi zdobiącymi ją do dzisiaj. Katedra doznała uszkodzeń w czasie Wojny w Chorwacji.
5 grudnia 2009 papież Benedykt XVI ustanowił diecezję sisacką kierowaną przez biskupa Vlado Košicia, a były kościół parafialny Podwyższenia świętego Krzyża ustanowiony katedrą.
Katedra została poważnie zniszczona 29 grudnia 2020 w trakcie trzęsienia ziemi w Petrinji. W styczniu 2021 rozebrano uszkodzoną wieżę.